# مصحف علي

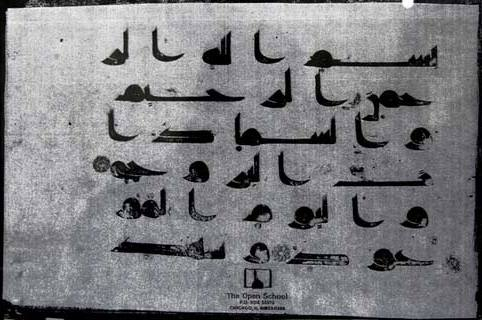
مخطوطات من القرآن تنسب إلى علي بن أبي طالب في مكتبة العتبة العلوية. هذه الصفحة عن سورة البروج آيات 1-3

مصحف علي كتاب يعتقد الشيعة الإمامية بوجوده وإن اختلفوا في محتواه ؛ فبعضهم يعتقد أن الإمام علي بن أبي طالب كتبه وأنه من إملاء رسول الإسلام محمد بن عبد الله ويسمونه كذلك بالجامعة وهي الصحيفة التي طولها سبعون ذراعاً، وفيها كلُّ ما يحتاج إليه الناس من الأحكام الشرعية، ويذهب البعض الآخر إلى أنه يحتوي على القرآن من جمع وترتيب الإمام علي.

## ذكره في كتب الشيعة
يعتقد الشيعة الإمامية أن الإمام علي عنده صحف يعتبرونها من دلائل إمامته  مثل :
- صحيفة فيها أسماء شيعته إلى يوم القيامة.
- صحيفة فيها أسماء أعدائه إلى يوم القيامة.
- الجامعة، وهي مصحف عليٍّ.
- الجفر الأكبر والأصغر.
- مصحف فاطمة.
أما الجامعة فقد ورد ذكرها أكثر من مرة في كتاب بحار الأنوار منها :
- عن محمد بن عيسى عن الأهوازي عن فضالة عن قاسم بن بريد عن محمد عن أحدهما عليهما السلام قال: إن عندنا صحيفة من كتاب على، أو مصحف على طولها سبعون ذراعاً.
- أحمد بن محمد عن على بن الحكم عن على بن أبي حمزة عن أبي بصير عن أبي جعفر قال: أخرج إلي أبو جعفر صحيفةً فيها الحلال والحرام والفرائض، قلت: ما هذه؟ قال: هذه إملاء رسول الله صلى الله عليه وآله وسلَّم، وخطَّهُ عليٌّ بيده، قال: قلت: فما تُبلى! قال فما يُبليها قلت: وما تُدرسُ قال وما يُدرِسُها، قال هي الجامعة أو من الجامعة.
- عن أبي عبيدة قال : سأل أبا عبد الله بعض أصحابنا عن الجفر فقال: هو جلد ثور مملوء علماً فقال له: ما الجامعة؟ قال: تلك صحيفة طولها سبعون ذراعاً، في عرض الأديم مثل فخذ الفالج.

## وصفه ومحتواه
مصحف علي لم يعد له وجود الآن، نظراً للروايات التي تقول أن الإمام علي أخفاه عن الناس، لهذا اختلف علماء الشيعة الإمامية في محتواه، وهناك عدة آراء منها:

### مصحف علي كتاب للأحكام الشرعية

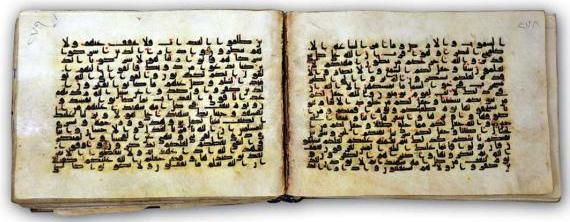
مخطوطة من القرآن موقعة من قبل علي بن أبي طالب، المحفوظة حاليًّا في مكتبة العتبة العلوية تظهر صفحتين من آيات 77 إلى 92 من سورة النحل المكتوبة بالخط الكوفي.

يقال أن المصحف أملاه الرسول على علي بن أبي طالب الذي قام بتدوينه.
و يعتقد بعضاً من الشيعة الإمامية أنه يحتوى على جميع الأحكام من الحلال والحرام، وأحكام الإرث والحدود، وفي هذا المجال وردت أحاديث كثيرة.
وينسب الشيعة إلى الإمام جعفر الصادق نموذجاً، من الأحكام الواردة في مصحف عليٍّ أنه قال:«فيه أنَّ النساء ليس لهن من عقار الرجل إذا هو توفَّى عنها شيء».
و يقال أن الأحكام المذكورة في الجامعة صريحة واضحة غير مبهمة، ولذلك صار طول الجامعة سبعون ذراعاً، وربَّما هو إشارة إلى مدى سعتها، بحيث أنها وضعت في بيتٍ كبيرٍ، كما يصرِّح بذلك حديث حمران بن أعين:
ووفقاً للروايات فإن الجامعة كان طولها سبعين ذراعاً ؛ وكانت تُلَفُّ وسميكة كأنَّها فخذ فالج كما جاء في حديث محمد بن الحسين عن جعفر بن بشير عن الحسين عن أبي مخلد عن عبد الملك. والفالج في اللغة الجملُ الضخمُ ذو السنامين يُحمل من السند للفحل.كما ذكر اللغويون في معنى الكلمة فقالوا: الفالج بكسر اللام، استرخاء عام لأحد شقِّي البدن طولا من الرأس إلى القدم.

### مصحف علي يحتوي على القرآن

#### جمع المصحف
يرى قسم آخر من الشيعة الإمامية أن مصحف علي ما هو إلا القرآن، جمعه علي بن أبي طالب بعد وفاة النبي ، ورتبه حسب الناسخ والمنسوخ، ويقولون أنه اعتزل الناس حتى جمعه كما ورد في الحديث المنسوب إليه :«لا أرتدي حتى أجمعه». وروي أنه لم يرتد إلاّ للصلاة حتى جمعه.
يقول الشيخ الدكتور أحمد الوائلي أن قرآن علي ما هو إلا القرآن نفسه ومعه التفسير لكل آية حيث كان علي يسأل النبي محمد عن تفسير كل آية ومن يقصد الله بكل آية من الآيات فكان يسجل تحت كل آية أسباب نزولها ومعناها ولماذا نزلت وعندما رأى بعض الناس أن هذا القرآن يفضح بعضاً منهم فقالوا لاحاجة لنا به.

#### عرض المصحف على الناس
ووفقاً للروايات الشيعية فإن علي عرض مصحفه على الناس وأوضح مميزاته فقام إليه رجل من كبار القوم فنظر فيه، فقال: يا علي أردده فلا حاجة لنا فيه ، فقرر علي أن يخفي المصحف ولا يظهره للناس مرة أخرى.
جاء في تفسير الصافي أنه في عهد الخليفة عثمان بن عفان حين أثيرت الضجة حول اختلاف المصاحف، سأل طلحة بن عبيد الله الإمام علياً لو يخرج للناس مصحفه الذي جمعه بعد وفاة رسول الله (صلى الله عليه وآله) قال: وما يمنعك أن تخرج كتاب الله إلى الناس؟! فكفّ عن الجواب أولاً، فكرّر طلحة السؤال، فقال: لا أراك يا أبا الحسن أجبتني عمّا سألتك من أمر القرآن، ألا تظهره للناس؟.
وأوضح علي سبب كفّه عن الجواب لطلحة مخافة أن تتمزق وحدة الأُمة، حيث قال: يا طلحة عمداً كففت عن جوابك فأخبرني عمّا كتبه القوم؟ أقرآن كله أم فيه ما ليس بقرآن؟ قال طلحة: بل قرآن كله. قال: إن أخذتم بما فيه نجوتم من النار ودخلتم الجنّة.

#### مصير مصحف
تفيد الروايات بأن المصحف قد سلّمه الإمام علي لأئمة الشيعة من بعده وهم يتداولونه الواحد بعد الآخر لا يُرونه لأحد ، ويوجد في صنعاء باليمن مصحف يُعتقد أنه مكتوب بخط الإمام علي وهو موجود بمعرض مصاحف صنعاء الدائم بدار المخطوطات.

## رأي الزيدية في مصحف علي
رأي الزيدية في مصحف الإمام علي هو أنه القرآن الكريم، ومن ذلك ما ورد عن يحيى بن الحسين في مجموع الرسائل المطبوع مؤخراً بتحقيق الذارحي ما نصه: «ما حدثني أبي عن أبيه، أنَّه قال: قرأت مصحف أمير المؤمنين علي بن أبي طالب رضي الله عنه، عند عجوز مسنة، من ولد الحسن بن زيد بن الحسن بن علي بن أبي طالب؛ فوجدته مكتوباً أجزاء، بخطوط مختلفة، في أسفل جزء منها مكتوب: وكتب علي بن أبي طالب، وفي أسفل آخر: وكتب عمار بن ياسر، وفي آخر وكتب المقداد، وفي آخر: وكتب سلمان الفارسي، وفي آخر: وكتب أبو ذرالغفاري، كأنهم تعاونوا على كتابته، قال جدي القاسم بن إبراهيم صلوات الله عليه: فقرأته فإذا هو هذا القرآن الذي في أيدي الناس حرفاً حرفاً، لا يزيد حرفاً ولا ينقص حرفاً؛ غير أن مكان: {قَاتِلُوا الَّذِيْنَ يَلُونَكُمْ مِنَ الْكُفَّارِ} [التوبه: 123]؛ اقتلوا الذين يلونكم من الكفار، وقرأت فيه المعوذتين».

## رأي أهل السنة في مصحف علي
لم يثبت لدى أهل السنة وجود مثل هذا المصحف إن كان كتاباً أملاه الرسول أو القرآن جمعه علي بن أبي طالب، بل وينكرون كذلك كل الصحف التي ينسبها الشيعة للإمام علي وزوجته فاطمة بنت محمد وأئمتهم الأثني عشر، فهم يعتقدون أن الإمام علي ما كان ليخفي شيئاً من العلم حتى لو كان سيعرضه هذا للأذى فهو لا يخشى في الله لومة لائم ولو كان معه مثل هذه الصحف لأظهرها للناس مهما كانت العواقب، وبهذا فإنهم يعتبرون جميع هذه الكتب إدعاءات كاذبة، نسبها زوراً عبد الله بن سبأ وأتباعه المعروفون باسم السبئية للإمام علي لإضفاء القداسة عليه وعلى ذريته وبهذا يجذبوا الناس إليهم ويكونوا مذهب مخالف - المعروف حالياً بالمذهب الشيعي.

## مخطوطات صنعاء
هي مجموعة من المخطوطات والرقائق القرآنية تبلغ حوالي 4500 مخطوطة، كتبت بالخط الكوفي والحجازي وغيرها من الخطوط غير المنقوطة، تعد بعضها من أقدم النصوص القرآنية الموجودة  اكتُشفت مع عدد من المخطوطات التاريخية في الجامع الكبير بصنعاء القديمة عام 1972 على طرس وتعود للعصور الأولى للإسلام ويُعتقد أن بعضها كتبت بخط علي بن أبي طالب.
النص الظاهر من المخطوطة يتطابق مع النص القياسي للقرآن (مصحف عثمان)، بينما النص السفلي (الخلفي الممحي غير الظاهر) يحوي العديد من الاختلافات عن النص القياسي. نُشرت نسخة من النص السفلي في 2012. تحليل الكربون الإشعاعي أرجع تاريخ رق أخذ من المخطوطة وبيع في مزاد، ومن ثم تاريخ النص السفلي المكتوب عليها إلى ما بين عامي 578 و669 بدقة 95%.

## مواضيع ذات علاقة
- نهج البلاغة
- غرر الحكم ودرر الكلم
- مصحف فاطمة
- الرسالة الذهبية
- مخطوطات صنعاء

## وصلات خارجية
- حقيقة مصحف فاطمة ومصحف علي
- بحث حول «مصحف علي» والأحاديث الواردة بشأنه من موقع شيعي